# Иверск
Иверск (каз. Иверск) — упразднённое село в Есильском районе Северо-Казахстанской области Казахстана. Упразднено в 2019 г. Входило в состав Тарангульского сельского округа. Код КАТО — 594257300.

## Население
В 1999 году население села составляло 192 человека (100 мужчин и 92 женщины). По данным переписи 2009 года, в селе проживало 23 человека (14 мужчин и 9 женщин).